# 기타후토역
기타후토역(일본어: 北埠頭駅, きたふとうえき 기타후토에키[*])은 일본 효고현 고베시 주오구에 있는 고베 신교통 포트 아일랜드 선 (포트 라이너)의 역이다. 역 번호는 PL09이다.

## 역사
- 1981년 2월 5일: 포트 아일랜드 선 개통과 동시에 영업 개시.
- 1995년
  - 1월 17일: 한신・아와지 대지진에 의한 영업 완전 중단.
  - 5월 22일: 나카코엔 ~ 미나미코엔 ~ 당역 구간 복구에 따라 영업 재개.
  - 6월 5일: 당역 ~ 나카코엔 역간 복구에 따라 영업 재개(전 구간은 7월 31일).
- 2004년 11월 20일・21일: 고베 공항 방면으로의 연장 공사에 따라 궤도 전환 공사로 영업 전선 종일 정지.
- 2005년 9월 10일・11일: 고베 공항 방면으로의 연장 공사에 따라 궤도 전환 공사로 영업 전선 종일 정지.

## 역 구조
단선 승강장 1면 1선의 고가역이다. 나카코엔 쪽을 향해서 우측에 승강장이 있고 나카코엔・산노미야 방면의 열차가 발착한다. 반대 방향, 고베 공항 역행 열차가 발착하지 않기 때문에 후토 역, 고베 공항 역 방면으로 가는 길에는, 다음 역인 나카고엔 역에서 갈아탈 필요가 있다.
역사는 2층이 대합실, 3층이 승강장이다. 개찰 내에는 엘리베이터, 에스컬레이터, 다목적 화장실 등이 있다. 길 건너편 역 동쪽 보도와 역 서쪽의 기타 부두 갑판 플라자까지 보행자 데크로 체결되어 있다. 기타 부두 역 건물에 엘리베이터가 설치되어 있다.

### 승강장
| ■ | 산노미야 방・고베 공항 방면(나카코엔 역 환승) |

## 역 주변
진행 방향 정면을 향해서 오른쪽이 부두가 위치하고 있어 많은 창고, 컨테이너 야드가 있다.
- 기타 부두 데크 플라자(기타후토 역 건물)
  - 고베 항 도지마나카마치 우체국
  - 로손 플러스 포트 아일랜드점
- 고베 세관 포트 아일랜드 출장소
- 세븐 일레븐 고베 포트 아일랜드키타점
- 고베 항 섬 터널

## 인접역
| 고베 신교통 ■ 포트 아일랜드 선 | 고베 신교통 ■ 포트 아일랜드 선             | 고베 신교통 ■ 포트 아일랜드 선 |
| ------------------------------ | ------------------------------------------ | ------------------------------ |
| PL08 나카후토 시민히로바 방면  | 나카코엔・산노미야 방면으로 한 방향만 운행 | 나카코엔 P04 나카코엔 방면     |